# 東海林クレア
東海林 クレア（しょうじ クレア、2002年12月4日 - ）は、日本のファッションモデル。東京都出身。オスカープロモーション所属。

## 略歴
オスカープロモーションに8歳で所属する。2014年、TBS系列で放送された『世界の日本人妻は見た!』にオスカーこども部所属の東海林、石井香帆らが出演する。
『Popteen』（角川春樹事務所）2015年12月号が同誌モデルとしての初登場。2016年6月号より同誌専属モデルになる。2016年12月3日、FRESH LIVEの情報番組『Popteenの裏トーーーーク！』に出演する。
「超十代 -ULTRA TEENS FES- 2017」では、「超かわいい部」の部員として登壇し、部員それぞれが何を「かわいい」と思うかをテーマとしたトークショーに参加した。「デジタル超⼗代 2017」では、SHIBUYA109前特設ステージで、東海林を含む「超かわいい部」の部員が、デコレーションカップケーキを持ちながらトークショーを行った。その後も、「超十代」関連イベントへの出演を続けている。
2018年度制作『NHK高校講座 国語表現』（NHK E）へレギュラー出演する。「社会にはたらきかける表現」が学習課題の回では、代々木八幡商店街の人達にインタビューしてキャッチコピーを作成するとともに、商店街の人達へ作成したキャッチコピーのプレゼンテーションを行った。

## 人物
- TOHOシネマズ六本木ヒルズで行われた『ミュータント・ニンジャ・タートルズ　影（シャドウズ）』の公開特別イベントに出演した[14][15]。東海林は、藤田ニコル率いるモデル軍団の一人として、宮川大輔、藤森慎吾の二人とのウォーキング対決に参加した。モデル軍団は、ランウェイで華麗なウォーキングを見せる一方で、宮川と藤森は、亀の子たわしのランウェイを悲鳴を上げながら裸足で歩き切った[16]。
- 目標とするファッションモデルは、藤田ニコルと越智ゆらのである[1]。越智が、東海林との2ショット写真をTwitterで発信したところ、二人のガーリーな雰囲気がよく似ていると話題となった[17]。藤田によるPopteen専属モデル卒業の発表に際して、同誌専属モデルとして後輩で、オスカープロモーションでも後輩の鶴嶋乃愛と東海林は、Twitterでコメントを公表した。東海林は、祝いの言葉とともに、再び、藤田と共に仕事ができるよう努力を続けることを誓った[18]。

## 出演

### テレビ番組
- NHK高校講座 国語表現（2018年4月 - 2019年2月、NHK Eテレ）レギュラー[19][20][21]
- ワイドナショー（2022年2月13日、フジテレビ） ワイドナティーン

### イベント
- 超十代 - ULTRA TEENS FES - 2017（2017年3月28日、幕張メッセ）[8]
- 超十代 - ULTRA TEENS FES - 2018（2018年3月27日、幕張メッセ）[22][23]

### 広告
- ユニビューティ Timido（2018年） - イメージモデル[24]

## 書籍

### 雑誌
- Popteen（2016年6月号 - 2020年4月号、角川春樹事務所）専属モデル[1][25]